# Жельо Вардунски
Жельо Василев Вардунски е български политик, кмет на Камено от 2015 г. Три мандата е общински съветник от СДС в Камено.

## Биография
Жельо Вардунски е роден през 1963 година в Камено, Народна република България. Завършва средното си образование в училището „Морски и океански риболов“ – Бургас. 10 години работи на корабите на „Океански риболов“, а от 1993 г. се занимава с частен бизнес.

### Политическа дейност
На местните избори през 2015 г. е кандидат за кмет на община Камено, издигнат от Инициативен комитет. На проведения първи тур той получава 2640 гласа (или 49,30%) и се явява на балотаж с втория след него Стефан Стефанов от БСП с 2141 гласа (или 39,98%). Печели на втори тур с 3455 гласа (или 65,65%).
На местните избори през 2019 г. е избран от първи тур за кмет на община Камено, издигнат от ГЕРБ. На проведения първи тур той получава 3123 гласа (или 69,68%), втори след него е Цветомир Петров от БСП за България с 968 гласа (или 21,60%). На местните избори през 2023 г. е избран от първи тур за кмет на община Камено, отново издигнат от ГЕРБ. На проведения първи тур той получава 2842 гласа (или 74,16%), втори след него е Митко Янов от Възраждане с 485 гласа (или 12,66%).